# 七星莲
七星莲（学名：Viola diffusa），属于堇菜科堇菜属。一年生草本，全体被糙毛或白色柔毛，或近无毛，花期生出地上匍匐枝。产浙江、台湾、四川、云南、西藏。生于山地林下、林缘、草坡、溪谷旁、岩石缝隙中。印度、尼泊尔、菲律宾、马来西亚、日本也有分布。生长于海拔120米至2,300米的地区，一般生长在草坡、山地林下、林缘和溪谷缝隙中。

## 别名
蔓茎堇菜（静生生物调查所汇报）、茶匙黄（台湾植物志）